# Boulengerula
Boulengerula ist eine Gattung aus der Familie der Herpelidae in der Ordnung der Schleichenlurche (Gymnophiona). Es sind wurmartige Amphibien ohne Gliedmaßen und mit einem stark zurückgebildeten Schwanz. Der Gattungsname ehrt den britischen Zoologen George Albert Boulenger.

## Merkmale
Bei Boulengerula sind, im Unterschied zur zweiten Gattung der Familie, der Gattung Herpele, nur primäre Annuli und keine Schuppen in der Haut vorhanden. Am hinteren Körperende befindet sich eine unsegmentierte Terminalschuppe. Die Augen sind von Knochen verdeckt. Bei Boulengerula befinden sich die Tentakel näher an den Augen, bei Herpele hingegen näher an den Nasenöffnungen. In der Familie Herpelidae sind nur bei Boulengerula Nasenbein und Zwischenkieferbein verschmolzen (Nasopremaxillae), bei Herpele sind die beiden Knochen getrennt. Die Anzahl Hautfalten (Annuli) beträgt 122 (Boulengerula boulengeri) bis 186 (Boulengerula fischeri).

## Verbreitung
Als Verbreitungsgebiet gelten die ostafrikanischen Länder Tansania, Kenia, Ruanda und Malawi sowie möglicherweise die Demokratische Republik Kongo, Sambia und Burundi. Es ist jedoch anzunehmen, dass die Verbreitung auf die Eastern Arc Mountains, die Tieflandküstenwälder, das Albertine Rift und das Malawi Shire-Hochland in Ostafrika begrenzt ist. Das Zentrum der Diversität ist der Biodiversitäts-Hotspot Eastern Arc Mountains, in dem fünf der acht Arten vorkommen.

## Lebensweise
Boulengerula Arten galten als auf Termiten spezialisierte Prädatoren. Überraschenderweise wurde in einer Studie auf Grund eines hohen Anteils organischen Materials im Verdauungstrakt, die Art Boulengerula taitana als vermutlich teilweise detritusfressend angesehen. Eine weitere Untersuchung zeigte jedoch, dass der Detritus von seiner Beute stammt, die eigentliche Nahrung bestand hauptsächlich aus Termiten, Regenwürmern und gelegentlich Zweiflügler Larven und anderer Makrofauna. Es wird davon ausgegangen, dass die anderen Boulengerula Arten sich ebenso ernähren.

## Taxonomie und Systematik
Boulengerula wurde 1886 von Gustav Tornier mit der Erstbeschreibung der Typspezies Boulengerula boulengeri als monotypische Gattung erstellt. 1968 wurde die bis dahin 4 Arten umfassende Gattung von Taylor in Boulengerula und die Gattung Afrocaecilia aufgeteilt. Nur Boulengerula boulengeri verblieb in der damit wiederum monotypischen Gattung Boulengerula. 1994 beschrieben Nussbaum & Hinkel eine neue Art Boulengerula fischeri, erstellten eine morphologische und phylogenetische Analyse der Gattung und synonymisierten Afrocaecilia mit Boulengerula.
Zum Stichtag 5. Januar 2024 umfasst die Gattung neun Arten:
- Boulengerula boulengeri (Tornier, 1896)
- Boulengerula changamwensis (Loveridge, 1932)
- Boulengerula denhardti (Nieden, 1912)
- Boulengerula endauensis (Malonza & Wasonga, 2024 "2023"[8])
- Boulengerula fischeri (Nussbaum & Hinkel, 1994)
- Boulengerula niedeni (Müller, Measey, Loader & Malonza, 2005)
- Boulengerula spawlsi (Wilkinson, Malonza & Loader, 2017[1])
- Boulengerula taitana (Loveridge, 1935) – diese haben in ihrem Ober- und Unterkiefer Giftdrüsen, die über die Zähne Gift injizieren können.[9]
- Boulengerula uluguruensis (Barbour & Loveridge, 1928)